# MKM Stadium
MKM Stadium (dříve znám pod názvem KC Stadium nebo KCOM Stadium) je sportovní stadion, který se nachází v anglickém Kingston upon Hull. Stadion byl kdysi nazýván KC Stadium, ale z důvodu přejmenování hlavního sponzora stadionu v roce 2016 došlo i k jeho následné změně názvu. Stavba byla navržena v pozdních devadesátých letech, s tím že byla zrealizována až v říjnu 2002 a stála něco přes 44 miliónu liber. Vlastníkem stadionu je Hull City Council a provozován je společností Stadium Management Company (SMC), která se již několik let snaží zvýšit kapacitu stadionu na 32 000 diváků.
Současná maximální kapacita stadionu činí 25 400 diváků. Stadion je domovem dvou sportovním celků, a to fotbalového klubu Hull City AFC, který se sem přestěhoval ze stadionu Boothferry Park, a klubu rugby league Hull FC, který dříve působil na stadionu The Boulevard. Stadion také několikrát hostil mezinárodní fotbalové zápasy a mezinárodní zápasy rugby league. Dále se na stadionu odehrálo několik hudebních koncertů, jmenovitě Eltona Johna a rockové skupiny The Who.